# سیارک ۲۰۱۶
سیارک ۲۰۱۶ (به انگلیسی: 2016 Heinemann، نامگذاری:1938SE) دو هزار و شانزدهمین سیارک کشف شده‌است که در ۱۸ سپتامبر ۱۹۳۸ و در هایدلبرگ کشف شد.
قدر مطلق سیارک برابر ۱۱٫۴۰ است.